# Giovanni Argoli
Giovanni Argoli (* 1. Juli 1609 in Tagliacozzo; † 1660) war ein italienischer Jurist, Humanist und Dichter.

## Leben
Giovanni Argoli war ein Sohn des Juristen, Astronomen, Astrologen und Mathematikers Andrea Argoli (1570–1657) aus Tagliacozzo in den Abruzzen. Bereits in jungen Jahren zeigte er eine lebhafte Neigung zum Schreiben von Briefen und Gedichten. Als Jugendlicher komponierte er die im Jahre 1624 in Rom erschienene Pastoralumwandlung Idylli de la Bombace e de la Seta. Nur wenige Jahre später komponierte er innerhalb kürzester Zeit das mythologische Gedicht L’Endimione (Terni 1626), das viele Akzente und Figuren von Marinos Oper reflektierte. Als sein Vater 1632 als Professor an die Universität Padua berufen wurde, zog Giovanni mit ihm dorthin und begann ein Studium der Rechtswissenschaften und erwarb bald einen Abschluss als Doctor Juris in Rechtswissenschaften. Aufgrund seiner literarischen Bekanntheit erhielt er als Autor im Jahre 1637 für die Dauer von 3 Jahren einen Lehrstuhl an der Universität Bologna, um dort Humanismus zu lehren. Nach seiner Zeit in Bologna war Giovanni Argoli noch als Podestà in Cerva in Kalabrien und in Lugo in der Region Emilia-Romagna tätig.
Er schrieb in seinem 15 Jahre Idillio de la Bombace e de la Seta, Trasformazioni pastorali und im 17 Jahr aus Emulation gegen den Marino das Poema heroicum l’Endimione und viele andere Geschichten wie z. B.; Vitae Columellae et Curtii Rufi; In Auctorem ad Herennium Animadversiones; Philippica di Cicerone contra M. Antonio tradotta in Lingua Volgare; De Aqua Martia libellus; Commentaria in Tacitum; Notae in Juvenalem et Persium; Elegiarum, Lib. I; Epigrammatum, Liber II und Bemerkungen über Onofrio Panvinios De ludis circensibus, welche in Graevii Thesauro Tom. IX niedergeschrieben wurden.

## Werke (Auswahl)
- Idillio de la Bombace, e Seta. Trasformationi pastorali. nella stamperia della Cam. Apost., Rom 1624 (italienisch, google.it).
- L’Endimione poema di Giouanni Argolo all’illustrissimo, & eccellentissimo sign. don Filippo Colonna. 1. Auflage. nella stamperia di Tomasso Guerrieri, Terni 1626 (google.it).
- Le discordie di Perone.
- Iatro-laurea Gabrielis Naudaei Parisini a Leone Allatio inaugurata Graeco carmine; Latine reddita a Bartholomaeo Tortoletto et Joanne Argolo. typis Iacobi Mascardi, Romae 1633.
- Onuphrii Panvinii Veronensis De Ludis Circensibus Libri II – De Triumphis Liber unus – Quibus universa fere Romanorum veterum sacra, ritusque declarantur, ac figuris aeneis illustrantur, cum notis J. Argoli J.U.D. et additamento N. Pinelli. 1. Auflage. typis P. Frambotti, Padova 1642 (google.it).
- Neu aufgelegt: Johann Georg Graevius (Hrsg.), Thesaurus antiquitatum romanarum, IX, Leida, Petrus van der Aa, 1699. (Online)
- De lapide speculari veterum, de Gypso in Herculis Clypeo, et de impostura lapidis indici apud Thuanum. In: De Quaesitis Per Epistolas a Claris Viris Responsa Fortunii Liceti. 1640, S. 112 e segg (google.it).
- Epistola ad Jacobum Philippum Tomasinum de templo Dianae Nemorensis, in: Giacomo Filippo Tomasini, De donariis ac tabellis votivis liber singularis, Padova, 1654 in-4 pag. 13 e segg.; neu aufgelegt: Johann Georg Graevius (Hrsg.): Thesaurus antiquitatum romanarum. Band XII, S. 751 ff.